# Вальо-Базиликата
Вальо-Базиликата (итал. Vaglio Basilicata) — коммуна в Италии, располагается в регионе Базиликата, в провинции Потенца.
Население составляет 2210 человек (2008 г.), плотность населения составляет 53 чел./км². Занимает площадь 42 км². Почтовый индекс — 85010. Телефонный код — 0971.
Покровителем коммуны почитается святой Фаустино, празднование в третье воскресение мая.

## Демография
Динамика населения:

## Администрация коммуны
- Официальный сайт: http://www.comune.vagliobasilicata.pz.it/